# Gredica
Gredica je naseljeni otočić u hrvatskom dijelu Jadranskog mora. Nalazi se u Lastovskom kanalu, uz zapadni dio južne obale otoka Korčule, oko 1700 m od njene obale. Najbliži susjedni otok je Veli Pržnjak, oko 400 metara zapadno. Katastarski je dio općine Blato.
Njegova površina iznosi 4525 m². Dužina obalne crte iznosi 264 m, a iz mora se uzdiže 2 m.